# سوزان کرایر
سوزان کرایر (انگلیسی: Suzanne Cryer؛ زادهٔ ۱۳ ژانویهٔ ۱۹۶۷) یک هنرپیشه اهل ایالات متحده آمریکا است. وی از سال ۱۹۹۲ میلادی تاکنون مشغول فعالیت بوده‌است. از فیلمهای او میتوان به مجموعه تلویزیونی پرورشگاهی ها (۲۰۱۳-اکنون) اشاره کرد.